# Форсайт, Том
Том Форсайт (англ. Tom Forsyth 23 января 1949, Глазго — 14 августа 2020, Стрейвен, Саут-Ланаркшир) — шотландский футболист и футбольный тренер, игрок сборной Шотландии.

## Биография

### Игровая карьера
Форсайт начал карьеру в клубе «Мотеруэлл», в котором отыграл пять сезонов. В 1972 году стал игроком «Рейнджерс», в котором отыграл 10 сезонов. Наиболее известен его гол в финале Кубка Шотландии 1973 года против «Селтика»; гол Форсайта до сих пор упоминается в шотландском футболе, когда игроки забивают с близкого расстояния. 
За свою карьеру в «Рейнджерс» Форсайт принял участие в 332 матчах во всех соревнованиях и выиграл три чемпионата лиги, четыре Кубка Шотландии и два Кубка лиги; эти успехи включали два внутренних триумфа, в 1975/76 и 1977/78 годов.
Форсайт сыграл 22 матча за сборную Шотландии и был участником чемпионата мира 1978 года, где сыграл в трёх матчах.

### Тренерская карьера
С 1982 по 1983 год работал главным тренером «Данфермлин Атлетик».

### Смерть
Скончался 14 августа 2020 года в Стрейвене в возрасте 71 года.